# 紫炎
紫炎（しえん）は、日本のライトノベル作家である。

## 略歴
2004年以前より二次創作系の小説を書き始め、途中でWEBコミックを挟んだ後、後述の第2回なろうコン受賞より2年前から3年前にかけて（2011年から2012年頃にかけて）オリジナル小説の執筆を始める。
第2回なろうコン（現: ネット小説大賞）で、2013年2月11日より小説家になろうで投稿していた自身の作品『まのわ 魔物倒す・能力奪う・私強くなる』が大賞を受賞し、2014年8月より武藤此史がイラストを務める形で宝島社より書籍化され、2018年7月には起死快晴が絵を務める形でこのマンガがすごい!comics（宝島社）よりコミカライズされた

## 人物
小説家になろうのマイページによれば、iPad AirとBluetoothのキーボードを用いて最近は執筆活動を行っているという。
また、紫炎は自身の好きな作品として、林トモアキのライトノベル『戦闘城塞マスラヲ』と『レイセン』、がぁさんの漫画『だいらんど』、雁屋哲原作の漫画『野望の王国』、椿いづみの作品全般、竹内友の『ボールルームへようこそ』や、映画『処刑人』などを挙げている。

## 書籍化作品
- 『まのわ 魔物倒す・能力奪う・私強くなる』
- 『収納おじさん【修羅】』